# 金星4號
金星4號（Венера-4）是第二台成功到達金星大氣層的探測器，也是首次成功傳回科學資訊的金星大氣層探測器。

## 科學成就
調查金星大氣的組成主要是二氧化碳、幾個百分點的氮氣以及不到百分之一的氧氣；另外，外層大氣很少氫氣且沒有氧氣。且金星僅擁有弱磁場而且沒有輻射場，最重要的是金星表面溫度極高，大氣層濃厚。

## 技術諸元
金星4號探測器高3.5公尺、太陽能電池板可以延伸至4公尺寬，面積有2.5平方公尺金星膠囊運載器攜帶了磁力計、宇宙射線探測計、氫氣與氧氣檢測器、帶電粒子陷阱。在漸漸靠近金星時開始利用自身燃料減速，並利用金星大氣進行剎車，距離金星表面24.96公里時釋放降落傘系統，金星膠囊也開始運作。金星膠囊運載器的最末端有一具液體燃料推進器，可以在金星4號運行的過程中做修正；金星膠囊釋放了兩枚溫度計、一個氣壓表、無線電高度計、大氣密度計以及11臺氣體分析儀。並透過DM波來操作兩台無線電發射器。新一代的金星膠囊使用新的材料，可以承受攝氏11000度的高溫，比任何早於金星4號發射的探測器都還要高。由於當是對金星的瞭解甚少，所以金星膠囊僅被加壓到25個大氣壓。另外也考慮了可能浮在水面上的情況，所以膠囊的鎖使用了糖做為原料；降落傘也被設計可以耐攝氏450度的高溫。

## 運作經過
與金星4號完全相同的姊妹船於1967年6月17日發射，但末端節失效，探測器滯留於低地球軌道，所以被稱為宇宙167號或是金星5A號。1967年10月18日，金星膠囊運載器到達金星，並開始下降，但由於高度計出了問題，金星膠囊在24.96公里高空被釋放，所以金星膠囊未能傳送科學數據，以上數據均由金星膠囊運載器所測得，而且金星3號~金星6號都不能承受金星表面的大氣壓力。第一臺成功著陸並回傳科學數據的探測器是金星7號。